# Johann Friedrich Wenzel
Johann Friedrich Wenzel – burmistrz Raciborza w latach 1796–1808.
Johann Friedrich Wenzel pochodził z Merseburga i w 1796 r. został burmistrzem Raciborza. Stanowisko to piastował do 1808 r., kiedy król pruski Fryderyk Wilhelm III wydał edykt w Królewcu, który stanowił, że deputowani do rady miejskiej byli wybierani przez mieszkańców, a burmistrz wskazywany przez radę miasta na sześcioletnią kadencję.